# 張琳 (萬曆進士)
張琳（16世紀—17世紀），號成弋，河南汝寧府光州人，明朝政治人物。

## 生平
張琳的叔祖父是嘉靖三十八年進士張庸，他年少力學，個性廉潔，曾在廁所拾獲白金，歸還給失主時對方願贈送一半白金，他說：「如果我是貪心的，為何不拿走白金離去。」萬曆四十年（1612年）他中舉人，四十四年（1616年）成進士，獲授崑山知縣，以清廉自守，不煩擾人民，之後因病辭官，人民都到官府請求他留任，他堅持離去，行李蕭然。

## 家族
曾祖張如軫，贈副使。祖父張應，經魁，官知縣。叔祖張庸，嘉靖三十八年進士。父張正裳，县志有傳。

## 引用
1. 1 2  民國《光山縣志約稿·卷三》：張庸，字子登，父如軫見儒林傳，庸舉嘉靖己未進士……孫號琳，成弋少孤，家貧力學；性廉潔，嘗得白金於廁，反之失者，其人願剖，曰：「有是哉，反子之金而酧我以貪也。如其利之，何若不子知揮而去。」萬曆丙辰進士，授崑山知縣，自守清儉，事惟便民，安靜不擾；以疾辭官，民赴闕請留，臥治不可，書劍蕭然以歸。
2. ↑  民國《光山縣志約稿·卷二》：進士……（萬曆）丙辰 張琳 崐山知縣……舉人……（萬曆）壬子……張琳